# Elecciones locales de Renania del Norte-Westfalia de 2025
Las elecciones locales de Renania del Norte-Westfalia de 2025 están programadas para el 14 de septiembre de 2025. Durante esta jornada electoral, se elegirán los consejos municipales, distritales y de ciudades, así como las juntas locales. Además, se votará para designar a los alcaldes en la mayoría de las ciudades y a los administradores de distrito en la mayoría de los distritos. En caso de que ningún candidato alcance la mayoría absoluta en estas últimas elecciones, se celebrarán rondas de desempate el 28 de septiembre de 2025.

## Sistema electoral
Tienen derecho a voto todos los ciudadanos de la Unión Europea que hayan cumplido al menos 16 años el día de la elección y que residan en una municipalidad de Renania del Norte-Westfalia desde, al menos, 16 días antes de la jornada electoral.
Dado que no existe un umbral electoral mínimo para la obtención de escaños, es habitual que un amplio número de partidos estén representados en los consejos municipales.

### Consejos municipales y distritales
La mitad de los escaños se asigna mediante voto mayoritario en distritos uninominales, donde resulta elegido el candidato con el mayor número de votos. La otra mitad se distribuye conforme al principio de representación proporcional, utilizando listas de partido, según el porcentaje total de votos obtenidos por cada formación política a nivel municipal o distrital.

### Alcaldes y administradores de distrito
Se eligen mediante votación directa mayoritaria, lo que significa que, si un candidato obtiene más del 50 % de los votos en la primera vuelta, es elegido directamente. Si ningún candidato alcanza esa mayoría, se lleva a cabo una segunda vuelta electoral entre los dos candidatos más votados.

### Juntas de distrito
Se eligen mediante representación proporcional pura utilizando el método de Sainte-Laguë.

## Contexto
Renania del Norte-Westfalia es el estado federado más poblado de Alemania y sus elecciones locales suelen tener una importancia significativa en el panorama político nacional. En las elecciones estatales de 2022, la Unión Demócrata Cristiana (CDU) obtuvo el 35,7% de los votos, seguida por el Partido Socialdemócrata (SPD) con el 26,7% y Alianza 90/Los Verdes con el 18,2%.

## Formaciones
|  | 35.7 % |

|  | 26.7 % |

|  | 18.2 % |

|  | 5.9 % |

|  | 5.0 % |

|  | 4.4 % |

|  | 3.8 % |

|  | 2.6 % |